# Балка Розсипна
Балка Розсипна — балка (річка) в Україні у Ясинуватському районі Донецької області. Права притока річки Кальміус (басейнАзовського моря).

## Опис
Довжина балки приблизно 3,23 км, найкоротша відстань між витоком і гирлом — 2,93  км, коефіцієнт звивистості річки — 1,13 . Формується декількома балками та загатами.

## Розташування
Бере початок на північно-східній стороні від села Спартак біля вантажно-пасажирської станції Донецьк-Північний. Тече перевіажно на південний схід через село Яковлівку і на південній околиці впадає у річку Кальміус.

## Цікаві факти
- На лівому березі балки на відстані приблизно 620 м пролягає автошлях Н20[3] (автомобільний шлях національного значення на території України, Слов'янськ — Донецьк — Маріуполь. Розташований на території Донецької області.).